# كامل أباد (تشايبارة)
كامل أباد (بالفارسية: کامل‌آباد) هي قرية تقع في أذربيجان الغربية في إيران. يقدر عدد سكانها بـ 380 نسمة .